# Blue Almanac
Blue Almanac (ブルーアルマナック?, Burū Arumanakku) è un videogioco di ruolo futuristico per Sega Mega Drive.
Venne pubblicato solo in Giappone il 22 giugno del 1991, mentre negli Stati Uniti, nonostante ne fosse stata programmata, e pubblicizzata, la pubblicazione con il nome Star Odyssey, all'epoca venne annullata. Dopo che l'editore nordamericano Super Fighter Team acquisì i diritti ufficiali per pubblicare una versione del gioco in inglese con alcune differenze di programmazione e traduzione, basata su un prototipo della versione statunitense mai pubblicata, il videogioco uscì negli Stati Uniti a distanza di vent'anni esatti dall'uscita originale, con il nome Star Odyssey.

## Trama
In un futuro lontano, la razza umana ha abbandonato da tempo la Terra e si è sparsa per la Via Lattea. Gli umani si sono insediati su diversi pianeti, a volte entrando in contatto con altre razze, e hanno stabilito delle connessioni tra di essi. Il giocatore veste i panni di Miyabi, un giovane uomo che, quand'era bambino, sopravvisse allo schianto della sua navicella su un nuovo pianeta e dovette cercare rifugio su di esso. Ora ha sedici anni, e i suoi genitori lo mandano ad istruirsi sul pianeta "Terra" (da non confondere con il pianeta d'origine della specie umana). Sarà proprio qui che le sue avventure avranno inizio.

## Modalità di gioco
Blue Almanac è un videogioco di ruolo in stile giapponese. La squadra del giocatore si scontra con nemici casuali e li affronta in combattimenti a turni. I combattimenti sono visti da un'inquadratura a scorrimento laterale. Gli attacchi, sia quelli degli alleati che quelli dei nemici, sono animati.
Il gioco è ambientato su più pianeti e ha una storia spaziale dai toni epici (simile a quella di Phantasy Star II), che enfatizza la sostanza rispetto allo stile, con la sua grafica minimalista.

## Super Fighter Team
Questo gioco è stato pubblicato internazionalmente in maniera ufficiale, in inglese il 22 giugno 2011 con il nome Star Odyssey. È stato prodotto e pubblicato dall'azienda nordamericana Super Fighter Team in collaborazione con Starfish-SD Inc.
Il 6 agosto del 2013 il gioco venne pubblicato per Windows e Mac OS X, come parte di una raccolta di tre videogiochi di ruolo pubblicati dalla Super Fighter Team. Gli altri due sono Beggar Prince e Legend of Wukong.